# اس‌سی سی‌هاوک
اس‌سی سی‌هاوک (به انگلیسی: Curtiss_SC_Seahawk) یک هواگرد از نوع  ساخت شرکت Curtiss Aeroplane and Motor Company است. هواگرد اس‌سی سی‌هاوک نخستین پروازش را در ۱۶ فوریه ۱۹۴۴ میلادی انجام داد. این هواگرد در سال ۱۹۴۴ میلادی رسماً معرفی گردید. در مجموع، تعداد ۵۷۷ فروند از این هواگرد ساخته شده‌است.